# 泰盎勞
泰盎勞（阿美語：Taingalau ni wakah/Tainalau），是台灣阿美族神話中的和平與協調女神，同時也是一名守護神。

## 身世
泰盎勞是神族系譜中的第十四代神靈，出生自獵頭家族，父親是卡尼歐（Kaneo）、母親是瑪萊·柯達（Malai kodats），其家族的祖先可以追溯至第三代的豐收女神瑪希萊（Maslai no tsidal）和情慾與富饒之神奇高希高（Tsigautsigau no tsidal）。

## 職責
泰盎勞負責在族人或家族裡其他神靈去打獵時管理所有人的便當，是軍糧的守護神。

## 神話
傳說中泰盎勞原本是男性，但在一次眾神出去打獵時，因為只有他沒有任何收穫（一說不忍殺害生命）而被懲罰變成了女性，是眾神中唯一被改變性別的神:130。